# 本卡尼大區
9°16′N 3°0′W / 9.267°N 3.000°W
本卡尼大區（Bounkani），是科特迪瓦的31個大區之一，位於該國東北部，由贊贊區負責管轄，首府設於布納，始建於2011年，面積22,091平方公里，2014年人口267,167，人口密度每平方公里12人。